# Mongolische Davis-Cup-Mannschaft
Die mongolische Davis-Cup-Mannschaft ist die Tennisnationalmannschaft der Mongolei, die das Land im Davis Cup vertritt.

## Geschichte
Die Mongolei nahm zum ersten Mal 2008 am Davis Cup teil. Sie spielte dort in der Asien/Ozeanien-Zone Gruppe IV und erreichte mit vier Niederlagen und einem Sieg (gegen Katar) den neunten Platz. Von den 15 Spielen wurden dabei insgesamt vier gewonnen, drei davon im Einzel durch Erdenebajaryn Düürenbajar, und eines im Doppel durch Erdenebajaryn Düürenbajar und Baasandschawyn Örnöch. Die zweite Teilnahme erfolgte 2014 in der Asien/Ozeanien-Zone Gruppe IV, die die Mannschaft mit dem 6. Platz abschloss.

## Bisherige Nationalspieler
| Name                        | Gesamt | Einzel | Doppel | Tiebreaks | Jahre |
| --------------------------- | ------ | ------ | ------ | --------- | ----- |
| Baasandschawyn Örnöch       | 1-7    | 0-4    | 1-3    | 5         | 2008  |
| Erdenebajaryn Düürenbajar   | 4-4    | 3-2    | 1-2    | 5         | 2008  |
| Mönchbajaryn Margadmön      | 0-2    | 0-0    | 0-2    | 2         | 2008  |
| Tsogtyn Orgil               | 0-2    | 0-1    | 0-1    | 2         | 2008  |
| Badrachyn Mönchbajar        | 5-4    | 3-2    | 2-2    | 5         | 2014  |
| Oyunbatyn Baatar            | 3-5    | 1-3    | 2-2    | 5         | 2014  |
| Njamdelgeriin Günsenchorloo | 0-1    | 0-0    | 0-1    | 1         | 2014  |
| Baataryn Ojuunbold          | 1-1    | 1-0    | 0-1    | 2         | 2014  |